# 지방도 제519호선
지방도 제519호선은 강원특별자치도 영월군 남면 창원삼거리와 충청북도 단양군 가곡면 가대교삼거리를 잇는 충청북도의 지방도이다.

## 연혁
- 2003년 2월 14일 : 충청북도 구간 노선 재지정[2]
- 2003년 2월 15일 : 강원도 구간 노선 폐지 및 재지정[3]
- 2008년 12월 26일 : 지방도 도로구역 지정[4]

## 주요 경유지

### 강원특별자치도
- 영월군
  - 남면 창원삼거리 - 창원리 - 창원 교차로 - 면계교
  - 한반도면 면계교 - 토교삼거리 - 토교리 - 도계교 - 도계2교

### 충청북도
- 단양군
  - 어상천면 석교리 - 석교교 - 대전1교 - 선암교 - 대전리 - 임현리 - 어상천정류소 - 어상천초등학교 - 어상천면사무소 - 단산고등학교, 단산중학교 - 어상천입구 - 임현삼거리 - 율곡리 - 심곡리 - 심곡삼거리 - 가대2교
  - 가곡면 가대2교 - 가대리 - 가대교 - 가대교삼거리

## 중복 구간
- 단양군 어상천면 어상천입구 ~ 임현삼거리 : 지방도 제522호선과 중복

## 도로명

### 강원도
- 영월군 남면 창원삼거리 ~ 한반도면 토교삼거리 : 영월로
- 영월군 한반도면 토교삼거리 ~ 도계교 북단 : 토교로
- 영월군 한반도면 도계교 북단 ~ 도계2교 : 어상천로

### 충청북도
- 단양군 어상천면 석교리 ~ 가곡면 가대교삼거리 : 어상천로